# Dendrobium gobiense
Dendrobium gobiense är en orkidéart som beskrevs av Rudolf Schlechter. Dendrobium gobiense ingår i släktet Dendrobium, och familjen orkidéer. Inga underarter finns listade i Catalogue of Life.